# ورم أرومي نخاعي
الورم الأرومي النخاعي هو نوع من أورام الدماغ .يبدأ بالتكون عندما تبدأ الخلايا الطبيعية في الدماغ بالتغيّر وتنمو دون حسيب ولا رقيب، وتشكيل كتلة. ويمكن للورم أن يكون حميدا (ليس سرطانيا) أو سرطان (سرطانيا، مما يعني أنه يمكن أن ينتشر إلى أجزاء أخرى من الجسم). و يوصف الورم الأرومي النخاعي بأنه ورم خبيث.
يشكل الدماغ النخاع الشوكي الجهاز العصبي المركزي (CNS)، حيث يتم التحكم في جميع الوظائف الحيوية، بما في ذلك الفكر والتعبير، وقوة الجسم. يبدأ الورم الأرومي النخاعي بالتشكل من الخلايا الحبيبية في المخيخ و هو الجزء من الدماغ الذي يتحكم في حركة الجسم والتنسيق.

## العلامات و الأعراض
يمكن للأطفال في هذا الورم أن يواجهوا الأعراض و العلامات التي سنأتي على ذكرها.و في بعض الأحيان، قد لا يعاني المصاب بهذا المرض بأي من هذه العلامات و الأعراض. و قد يكون سبب هذه الاعراض حالة طبية أخرى و ليس الورم. إذا كنت تشعر بالقلق إزاء أحد أعراض أو علامة على هذه القائمة، يرجى التحدث مع طبيب طفلك.
الصداع
قيء الصباح والذي يزداد سوءا مع مرور الوقت
مشاكل في المهارات الحركية مثل الكتابة اليدوية وغيرها و التي تتفاقم مع مرور الوقت
مشاكل في الرؤية أو حول في العين إلى الداخل
إذا كان الورم ينتشر إلى النخاع الشوكي، فإنه قد يسبب الأعراض التالية:
- آلام الظهر
- عدم القدرة على السيطرة على الأمعاء والمثانة
- صعوبة في المشي[1]

## الإمراضيات
توجد الأورام الأرومية النخاعية عادةً قرب البطين الرابع، بين جذع الدماغ والمخيخ. تنشأ أورام ذات مظهر وخصائص متشابهة في أجزاء أخرى من الدماغ، لكنها لا تتطابق مع الورم الأرومي النخاعي.
يُعتقد أن الأورام الأرومية النخاعية تنشأ من الخلايا غير الناضجة أو الخلايا الجنينية في أولى مراحل تطورها، لكن تعتمد الخلية الورمية الأصلية على المجموعة الفرعية للورم الأرومي النخاعي. تنشأ الأورام المعتمدة على سبيل تفعيل بروتين WNT من الحافة المعينية السفلية لجذع الدماغ، بينما تنشأ أورام سونيك هيدجهوغ SHH من الطبقة الحبيبية الخارجية.
حاليًا، يُعتقد أن الأورام الأرومية النخاعية تنشأ من الخلايا الجذعية المخيخية التي لم تنقسم أو تتمايز إلى أنواع خلاياها الطبيعية. يفسر ذلك المتغيرات النسيجية التي تظهر في الخزعة. تميز كل من الأشكال الكاذبة حول الأوعية الدموية وتشكيلات هوميروس رايت الكاذبة الأورام الأرومية النخاعية ويمكن رؤيتها في حوالي نصف الحالات. يمكن رؤية شكل الوردة الكلاسيكية ذات الخلايا السرطانية حول التجويف المركزي أيضًا.
صُنّف الورم الأرومي النخاعي سابقًا باستخدام علم الأنسجة، ولكن أظهرت الدراسات الجينية المتكاملة الحديثة أن الورم الأرومي النخاعي يتكون من أربعة متغيرات جزيئية وسريرية متميزة تسمى مجموعة الأورام المعتمدة على سبيل تفعيل بروتين WNT أو β-catenin ومجموعة أورام سونيك هيدجهوغ SHH والمجموعة 3 والمجموعة 4. إنذار المجموعة الأولى جيد، في حين إنذار المجموعة الثالثة سيء. يبين التضفير البديل الخاص بمجموعة فرعية وجود مجموعات فرعية متميزة ويسلط الضوء على عدم التجانس النسخي بين المجموعات الفرعية. تعد مجموعة أورام سونيك هيدجهوغ SHH أفضل مجموعة فرعية تميزًا، مع وجود طفرات في 25% من الأورام البشرية في جينات Patched أو Sufu ضمن هذا المسار. تظهر الأورام الأرومية النخاعية أيضًا في متلازمة جورلين وكذلك متلازمة توركوت. حُدد طفرات متكررة في جينات CTNNB1 وPTCH1 وMLL2 وSMARCA4 وDDX3X وCTDNEP1 وKDM6A وTBR1 في الأفراد المصابين بالورم الأرومي النخاعي. تشمل المسارات الإضافية المعطلة في بعض الأورام الأرومية النخاعية مسارات إشارات بروتينات MYC وNotch وBMP وTGF.

## التشخيص
يتميز الورم بأنه يظهر بكثافة مختلفة بين طَورَي التصوير بالرنين المغناطيسي T1 وT2 مع تعزيز غير متجانس وموقع نموذجي مجاور للبطين الرابع ويمتد إلى داخله. من الناحية النسيجية، يكون الورم صلبًا ولونه رمادي-وردي ومحدد جيدًا. الورم خلوي للغاية، مع نشاط انقسامي عالٍ، ومحتوى سيتوبلازما خلاياه قليل، ويميل إلى تكوين عناقيد وردية الشكل.
يمكن استخدام نظام تشانغ التدريجي في إجراء التشخيص.
يتطلب التشخيص الصحيح للورم الأرومي النخاعي استبعاد الورم العضوي المسخي اللانموذجي.

## وبائيًا
يصيب الورم الأرومي النخاعي أقل من شخصين في المليون سنويًا، ويؤثر على الأطفال بمعدل 10 مرات أكثر من البالغين. الورم الأرومي النخاعي هو ثاني أكثر أورام المخ شيوعًا عند الأطفال بعد الورم النجمي الشعري، وأحد أورام الدماغ الخبيثة الأكثر شيوعًا عند الأطفال، ويشكل 14.5% من أورام المخ المُشخصة حديثًا. في البالغين، يعتبر الورم الأرومي النخاعي نادر الحدوث، إذ يشكل أقل من 2% من الأورام الخبيثة في الجهاز العصبي المركزي.
معدل الحالات الجديدة للورم الأرومي النخاعي في الطفولة أعلى عند الذكور (62%) من الإناث (38%)، وهي سمة لا تظهر عند البالغين. يعتبر الورم الأرومي النخاعي وأورام PNET الأخرى أكثر انتشارًا في الأطفال الأصغر سنًا من الأطفال الأكبر سنًا. يُشخص حوالي 40% من مرضى الورم الأرومي النخاعي قبل سن الخامسة، و31% تتراوح أعمارهم بين 5 و9 سنوات، و18.3% تتراوح أعمارهم بين 10 و14 عامًا، و12.7% تتراوح أعمارهم بين 15 و19 عامًا.